# Sabine Grabis
Sabine Grabis (* 1975) ist eine deutsche Schauspielerin.

## Wirken
Sabine Grabis hatte zwischen 1998 und 2011 Theaterauftritte auf Berliner Bühnen wie dem Schlosspark Theater, dem Orphtheater, dem Theater zum westlichen Stadthirschen und dem Theater unterm Dach. Weiterhin spielte sie bis 2007 in etlichen deutschen Fernsehfilmen und Fernsehserien mit. Einem breiteren Publikum bekannt wurde sie durch ihr Mitwirken in der ARD-Familienserie Bei aller Liebe oder der ARD-Telenovela Sophie – Braut wider Willen.

## Theater (Auswahl)
- 1998: William Shakespeare: Viel Lärm um nichts (Schlosspark Theater Berlin)[1]
- 1998: Georg Büchner: Leonce und Lena (Schlosspark Theater Berlin)[2]
- 2001: Susanne Truckenbrodt: Lilith am toten Meer (Orphtheater Berlin)[3]
- 2002: nach Gabriel Josipovici: Jetzt (Theater zum westlichen Stadthirschen Berlin)
- 2004: Christin Eckart: Parzival (Orphtheater Berlin)
- 2007: Susanne Truckenbrodt: In Nomine (Orphtheater Berlin)
- 2011: Susanne Truckenbrodt: Toter Tag (Theater unterm Dach Berlin)[4]

## Filmografie (Auswahl)
- 1995: Jeden 3. Sonntag
- 1996: Der Tourist (Fernsehfilm)
- 1997: First Love – Die große Liebe (Fernsehserie, 1 Folge)
- 1998: Für alle Fälle Stefanie (Fernsehserie, 1 Folge)
- 1998: Eine ungehorsame Frau (Fernsehfilm)
- 1999: Bleib bei mir – 3 Hamburger Nächte (Fernsehfilm)
- 1999: Kommissar Rex (Fernsehserie, 1 Folge)
- 2000–2001: Bei aller Liebe (Fernsehserie, 8 Folgen)
- 2002: Tatort: Rückspiel (Fernsehreihe)
- 2003: Streit um drei (Fernsehserie, 1 Folge)
- 2003: Schloßhotel Orth (Fernsehserie, 1 Folge)
- 2005: SOKO Wismar (Fernsehserie, 1 Folge)
- 2005–2006: Sophie – Braut wider Willen (Fernsehserie, 65 Folgen)
- 2005: Der Ermittler (Fernsehserie, 1 Folge)
- 2006: Spur der Hoffnung (Fernsehfilm)
- 2006: Spreewaldkrimi: Das Geheimnis im Moor (Fernsehreihe)
- 2006: Hitzschlag (Kurzfilm)
- 2007: Verbotene Liebe (Fernsehserie, 2 Folgen)